# 喬·達馬托
喬·達馬托（Joe D'Amato，1936年12月15日－1999年1月23日）本名為阿里斯蒂德·馬薩切西（Aristide Massaccesi）是一位多產的義大利電影導演，粗估導過200部作品，同時也是電影製片和攝影技師，偶爾也提供劇本。達馬托的作品類型廣泛（例如：義大利麵西部牛仔電影（Spaghetti Western）、戰爭片、俠義電影（Swashbuckler）、古裝動作片（Sword-and-sandal）、和奇幻電影），其中大部分為色情剝削電影，包括軟調和硬調色情片。或許他的恐怖電影最廣為人知，其中許多已成為 邪典電影（例如：《食人島》Antropophagus（1980）和《黑暗之外》beyond the darkness（1979）），以及他倉促完成的美國熱門電影重製作品（例如：改編《野蠻人柯南》的Ator系列電影），其中部分橋段也被美國電視喜劇影集《神秘科學戲院3000》（Mystery Science Theater 3000）取材使用。他多數的作品製作品質欠佳，加上他曾表示：與其嚴管品質，還不如能提供獲利，因此被貼上「邪惡的艾德·伍德」標籤，儘管達馬托天性待人和善。

## 生平
透過他父親在羅馬電影城（Cinecittà）從事電匠工作，達馬托熟悉了電影環境，他在1961年以攝影機操作員（經常在電影攝影技師佛朗哥·維拉（Franco Villa）旗下工作）開始他的職場生涯。從1969年的電影Pelle di bandito（1969）開始，他經常以攝影指導身份與多位導演合作，例如：迪莫費羅·費達尼(Demofilo Fidani)、艾貝多·迪馬提諾（Alberto De Martino）、馬西莫·達拉馬諾（Massimo Dallamano）、西維奧·阿馬迪歐（Silvio Amadio）、米諾·蓋里尼（Mino Guerrini）、和米歇·露波（Michele Lupo）。
1972年達馬托開始執導自己的電影作品，與此同時也持續為其他導演擔任攝影技師。他初期的執導成果包括：義大利麵西部牛仔電影Scansati... a Trinità arriva Eldorado（1975）和A Bounty Killer in Trinity（1972）、義大利性喜劇（decamerotic）電影 Novelle licenziose di vergini vogliose（1973）和More Sexy Canterbury Tales（1972）、俠義電影Pugni, Pirati e Karatè（1973）（理查·哈里遜（Richard Harrison）領銜主演）、戰爭電影《地獄英雄》（1973，克勞斯·金斯基領銜主演）、古裝動作片《競技場》The Arena（1974）（與史提夫·卡華（Steve Carver）聯合執導）和Livia, una vergine per l'impero romano（1973）、哥德式義大利驚悚片（Giallo）《死亡的微笑》Death Smiles at a Murderer（1973）（克勞斯·金斯基和伊娃·奧琳（Ewa Aulin）領銜主演）、和西部片Cormack of the Mounties（1975）。
1970年代後半期，達馬托試著利用紅遍全球的法國軟調色情系列電影《艾曼紐》的名氣。他的最初嘗試為《艾曼紐的復仇》Emanuelle's Revenge（1975），與布魯諾·馬太（Bruno Mattei）聯合執導，法國女主角名字為僅有的關聯。下一部電影《黑眼鏡蛇》Eva nera（1976）（傑克·派連斯（Jack Palance）和蘿拉·耿瑟（Laura Gemser）領銜主演），則摻入許多法國系列電影的劇情元素。蘿拉·耿瑟此前已於比托·艾柏提尼（Bitto Albertini）的作品中扮演了黑色艾曼紐（Black Emanuelle）的角色，在達馬托的執導之下，蘿拉·耿瑟接續演出五部續集系列電影（《艾曼紐在曼谷》Emanuelle in Bangkok（1976）、《艾曼紐在美國》Emanuelle in America（1977）、《艾曼紐環遊世界》Emanuelle Around the World（1977）、《艾曼紐和食人族》Emanuelle and the Last Cannibals（1977）、和《艾曼紐與白種女奴》Emanuelle and the White Slave Trade（1978）），此系列越來越暴力，也包括輪姦、動物戀 、人食人、和偽殺人影片（Snuff Film）連續鏡頭的場景。除了艾曼紐電影之外，達馬托也執導了Ladies' Doctor（1977）（一部由萊恩佐·蒙特納尼（Renzo Montagnani）領銜主演，描繪義大利健保系統的性感諷刺電影）、Tough to Kill（1978）、與布魯諾·馬太再度聯合執導的二部色情殘酷紀錄片（Emanuelle and the Erotic Nights（1978）和Sexy Night Report（1977））、以及他自己執導的續集電影Sexy Night Report N.2（1978）。在1970年代尾端，達馬托執導了《第七大街情色店》The Pleasure Shop on 7th Avenue（1979）（依循《殺人不分左右》（1972）劇情公式的軟調色情電影，包括短暫的口交場景）和《修女的故事》Images in a Convent（1979）（包含硬調色情輪姦場景的修女剝削電影（Nunsploitation））。
1980年代初期，達馬托完成一些他最知名的血腥虐殺電影 （splatter film；gore film），例如：《食人島》Antropophagus（1981）、《荒誕》Absurd（1981）、和《黑暗之外》beyond the darkness（1979），隨後他也獲得恐怖片影迷們的膜拜。
接著進入達馬托初期硬調色情片階段，他於多明尼加共和國的聖多明哥附近開始著手拍攝一系列的硬調與軟調色情電影，其中有些混合色情於恐怖片主題，例如：食人（《食人族的愛神》(1978)，瑟帕·琳恩（Sirpa Lane）主演的軟調色情片）、殭屍（《活死人色情夜》Erotic Nights of the Living Dead(1980)，蘿拉·耿瑟主演的硬調色情片)、巫毒（Sex and Black Magic（1982），理查·哈里遜（Richard Harrison）主演的軟調色情片）、和殺人放射性突變生物體（《色情大屠殺》Porno Holocaust（1981），硬調色情片）。較為不恐怖的有Black Sex（1980）（首部名符其實的義大利硬調色情電影，同時也是一部混雜鬼故事與癌症劇情的詭異作品）、Hard Sensation（1980）（另一部《殺人不分左右》模式的變種硬調色情作品）、和Paradiso Blu（1980）（一部遇難漂流類型的軟調色情作品，由安娜·伯格曼（Anna Bergman）領銜主演）。在這些電影重複出現的演員有馬克·夏儂（Mark Shannon）、露西雅·拉米瑞茲（Lucia Ramirez）、德斯·方艾里（Dirce Funari）、和安潔·高倫（Annj Goren）。
回到義大利，達馬托主要和克勞迪奧·伯納貝（Claudio Bernabei）一起從事許多粗俗低成本硬調色情影片的拍攝工作，例如：Super Hard Love（1982）、La voglia（1981）、Blue Erotic Climax（1980）、Le porno investigatrici（1981）、Stretta e Bagnata（1982）、Bocca Golosa（1981）、和 Love in Hong Kong（1983），他們大都以假名亞歷山卓·波爾斯基（Alexandre Borsky）掛名為這些色情影片導演。個人部份，達馬托也執導了所謂：「帝國三部曲」（Imperial Trilogy），由《羅馬帝國色情史2》Caligula II: The Untold Story（1981）（丁度·巴拉斯《罗马帝国艳情史》（1979）的續集）揭開序幕，並以粗俗低成本續作Messalina orgasmo imperiale（1983）和 Una vergine per l'impero romano（1983）作結尾。這時期重複出現的演員有寶琳·特茲雪爾（Pauline Teutscher）、蘿拉·李維（Laura Levi）、馬克·夏儂（再度合作）、和保羅·葛蘭米拉諾（Paolo Gramignano）。
大約此時，達馬托也開始從事成為製片人，最後導致他創立了自己的電影公司。從1982年到1994年期間，達馬托的Filmirag電影公司籌措資金共拍攝了42部非硬調色情類型的作品，包括：變態殺人狂電影、恐怖電影、和末日混戰電影（post-apocalyptic films），例如：安伯圖·倫茲（Umberto Lenzi）執導的Ghosthouse（La Casa 3）（1988）和Hitcher in the Dark（1989）、克勞迪奧·弗瑞迦索 （Claudio Fragasso）執導的La Casa 5: Beyond Darkness（La Casa 5）（1990）和Troll 2（1990）、盧西奧·弗爾茲（Lucio Fulci）執導的Door into Silence（Le porte del silenzio）（1991）、米歇爾·索伊（Michele Soavi）執導的Stage Fright（Deliria）（1987）、和路易吉·蒙塔菲瑞（Luigi Montefiori）執導的《地獄流氓》2020 Texas Gladiators（1982）。達馬托自己也執導了許多恐怖電影、奇幻電影、和軟調色情電影，特別是四部Ator系列電影之中的三部作品、末日混戰電影《超時空聖戰》Endgame（Bronx lotta finale）（1983）、翻拍《熱舞17》的Dancing Is My Life（1988）（瓦倫泰·戴米（Valentine Demy）領銜主演）、和以虛構作家莎拉·奧斯倫（Sarah Asproon）為中心的三部曲電影（《情欲11日》Eleven Days, Eleven Nights（1988）、《情欲11日2》Top Model（1988）、和《情網》Web of Desire（1994），由傑西卡·摩爾和克莉絲汀·羅絲（Kristine Rose）領銜主演）。
1994年義大利電影產業正值谷底，達馬托重回拍攝硬調色情電影的老路。他前幾部低成本作品（大部分由盧安娜·波吉亞（Luana Borgia）領銜主演），再度使用假名亞歷山卓·波爾斯基（Alexandre Borsky）；之後與路卡·達米安（Luca Damiano）組成團隊聯合執導拍攝許多高成本古裝色情電影，例如：《阿拉丁神燈成人版》（Aladdin X）、《馬可波羅成人版》（Marco Polo）、和《哈母雷特成人版》（Hamlet X）。
從1995年到1999年初達馬托過世前這段時期，他大部分作品皆為獨自導演、獨立製作，並創設二家電影公司蝴蝶電影公司（Butterfly Motion Pictures）和創投電影公司（Capital Film）（座落於洛杉磯）。他轉換步調拍攝出許多不同主題樣貌的硬調色情電影，例如：威廉·莎士比亞的悲劇（Juliet & Romeo（1996）, Othello 2000（1997），Anthony and Cleopatra（1996））、希臘羅馬神話 （Ulysses（1998）、Samson and Hercules in the Land of the Amazons（1997）, Olympus - Refuge of the Gods（1997））、羅馬帝國（Caligula - The Devious Emperor，Nero，Messalina（1996））、美國1920年代和1930年代（Gangland Bangers（1995），Some Like It Hard（1995），Rudy - The Valentino Story（1998））女子監獄類型（W.I.P. Genre）（Operation Sex（1995），The Joy Club（1996），Midnight Obsessio（1995））、西部片（Outlaws（1998），Calamity Jane（1998））和俠義電影（Swashbucklers）（Selen the Girl from Treasure Island, Raiders（1998），Lady in the Iron Mask（1998））。他也策劃翻拍一些成功商業電影之成人版，例如：Anal Instinct（《第六感追緝令》）、Dangerous（《烈火情人》Damage） 、Eternal Desire（《時空英豪）、Anal Paprika（《紅辣椒》）、Robin Hood: Thief of Wives（《羅賓漢也瘋狂》Robin Hood: Men In Tights） 、和Anal Perversions of Lolita（《一樹梨花壓海棠》）。
達馬托是少數於1990年代末仍持續以35釐米底片（35mm film）（非錄影帶）拍攝的成人片導演之一。在他生命終點前的最後五年，為了歐洲市場他執導了近百部的硬調成人電影；與此同時，他也藉由成人電影所賺得的利潤，為他的非硬調色情電影溢住資金，倦怠感也與日俱增。這時期共拍攝四部非硬調色情電影，包括：Provocation（1995）、Top Girl（1996）、情色驚悚電影 The Hyena（1997）、和海盜冒險電影 Predators of the Antilles（1998）。
在他完成硬調色情電影 Showgirl（1998）之後不久，1999年初達馬托因心衰竭病逝於羅馬的別墅。
他的兒子丹尼·馬薩切西（Daniele Massaccesi）從擔任父親攝影部門的助手開始，後來移居美國成為一位自食其力的攝影師，參與的電影作品包括：《冷山》《人魔》和《天国王朝》。

## 作品題材
達馬托電影作品所打造的情節，多數都圍繞著強烈雜交傾向的女性角色。他電影中一用再用的主題為銀幕上「淫窺狂症」（voyeurism）情節：男性或女性藏身暗處偷窺性交行為，經常導致性刺激與自慰。
迄1994年，達馬托的恐怖電影也包含逼真的血腥虐殺場景，大都有食人肉的情節。達馬托作品中這方面最為聲名狼藉就屬《食人島》Anthropophagus（1980），怪獸主角吃食從受害者子宮扯下的人類胎兒，片尾他咬斷自己的腸子；《黑暗之外》（1979）的主角咬下人類的心臟，不過此主題手法已於達馬托較早期的作品《艾曼紐的復仇》Emanuelle e Françoise le sorelline（1975）使用過，該電影為情色驚悚奇幻電影，有食人肉的晚餐場景。除此之外，食人情節僅僅少量出現在Ator II: Cave Dwellers（1984）和《超時空聖戰》Endgame（1983）。
《艾曼紐在美國》Emanuelle in America（1977）則意外地包含偽造的，卻非常逼真的殺人影片連續鏡頭。

## 拍片態度
與達馬托共事過的人們在專訪中不斷地陳述他在拍攝場合或私底下都是一位非常仁慈的人。
達馬托自己也不斷地強調他享受拍攝電影，不過他有時關切電影能夠賺錢，更甚於電影本身可能具有的藝術價值。一位電影製片展示達馬托的一份傳真，說明達馬托的態度或許可從他的作品《艾曼紐的復仇》Emanuelle's Revenge（1975）的臺詞得到最好的描繪：「我們不是為了聰明男同性戀者而附庸風雅的爛貨，我們外出打拼就是為了賺錢」。

## 技術和方法
達馬托因製作和執導許多的「仿製電影」（knockoff films）而聲望顯赫，在那時的義大利電影工業是很普遍的風氣，達馬托將此風氣帶到極端，舉例如下：
- 《黑色艾曼紐》Emanuelle nera（1975）導演的食人劇情拍攝構想來自魯格羅‧德奧達托（Ruggero Deodato）的作品《最後的食人族世界》（1977）的大放異彩。《艾曼紐和食人族》Emanuelle e gli ultimi cannibali於1997年上映，與德奧達托的電影（劇情設定於菲律賓）同一年，達馬托的劇情地點被揭曉為亞馬遜雨林（電影實際拍攝地點則為羅馬附近的Pontine沼澤），後來德奧達托1980年的作品《人食人實錄》也是亞馬遜雨林，暗示著某種程度的「靈感」互惠。

- 《修女的故事》Immagini di un Convento（1979）沿襲瓦莱里安·博罗奇克的作品《修道院裡故事》Interno di un convento（1977）。

- 1981年，達馬托的《羅馬帝國艷情史2》Caligula II: The Untold Story 上映，他將該片市場定位為1979年《羅馬帝國艷情史》的續集電影，甚至使用類似的海報美術設計。

- 1982年《王者之劍》上映後僅數月，由達馬托自編自導的Ator l'invincibile（1982）也隨後上映，是關於一位北歐斯堪的納維亞野蠻人踏上史詩般的長征，奮勇對抗奇幻野獸以拯救摯愛的故事。二年之後，當《毀天滅地》（1984）上映後，達馬托的Ator l'invincibile 2（1984）火速拍攝並上映，除了主角非常近似柯南（Conan）之外，也包含許多達馬托從其他電影偷偷剪接來的片段，例如：《血染雪山堡》（1968）。當宣布柯南系列電影不再拍續集之後不久，達馬托也宣布不再推出Ator系列電影的續集。達馬托自編自導三部Ator系列電影（共四部），其中Ator l'invincibile 2（1984）成為美國電視喜劇影集《神秘科學戲院3000》（Mystery Science Theater 3000）的一集，並改名為Cave Dwellers。Ator系列電影第三部Iron Warrior（1987）是由阿方索·布萊西亞（Alfonso Brescia）自導自演，而非達馬托。

- 《情慾11日》Undici giorni, undici notti於1986年上映，只比艾德·恩林（Adrian Lyne）的《愛你九週半》（1986）晚幾個月。

- 沿襲《玉蒲團之偷情寶鑑》的成功，1993年至1994年期間達馬托於菲律賓執導一系列電影，卻偽裝為香港出品。電影取名為China and Sex，達馬托掛名Robert Yip特別顯眼，他後來也以Marco Polo: La storia mai raccontata（1995）展現從拍攝「中國電影」中所獲得的專業技術，一部由洛可·希佛帝和塔巴莎·凱許(Tabatha Cash)領銜主演的成人電影。

- 他自製自導許多抄襲自好萊塢電影的成人電影。

- 達馬托也經常購買庫存影片，有時從其他電影擷取，並剪接插入他自己的作品，成為劇情故事的一部分。

## 重要作品
- 《地獄英雄》Heroes in Hell（Eroi all'inferno）（1973） 克勞斯·金斯基領銜主演
- 《死亡的微笑》Death Smiles at a Murderer（La morte ha sorriso all'assassino）（1973）克勞斯·金斯基領銜主演
- 《艾曼紐的復仇》Emanuelle's Revenge（Emanuelle e Françoise le Sorelline）（1975）
- 《艾曼紐在曼谷》Emanuelle in Bangkok（1976）
- 《艾曼紐在美國》Emanuelle in America（1977）
- 《艾曼紐環遊世界》Emanuelle Around the World（1977）
- 《艾曼紐和食人族》Emanuelle and the Last Cannibals（Emanuelle e gli ultimi cannibali）（1977）
- 《艾曼紐與白種女奴》Emanuelle and the White Slave Trade（1978）
- 《食人族的愛神》Papaya, Love Goddess of the Cannibals（1978）
- 《修女的故事》Images in a Convent（Immagini di un Convento）（1979）
- 《黑暗之外》Beyond the Darkness（Buio Omega）（1979）
- 《活死人色情夜》Erotic Nights of the Living Dead（1980）
- 《暴君尼祿荒淫史》Black Orgasm（Orgasmo Nero）（1980）
- 《食人島》Antropophagus（1980）
- 《色情大屠殺》Porno Holocaust（1981）
- 《荒誕》Absurd（1981）
- 《羅馬帝國色情史2》Caligula II: The Untold Story（1981）
- 《地獄流氓》2020 Texas Gladiators（Anno 2020 - I gladiatori del futuro）（1982）
- Ator the Fighting Eagle (Ator l'invincibile)（1982）
- Endgame（1983）
- Ator the Blademaster (Ator l'invincibile 2)（1984）
- 《修女的懺悔》Convent of Sinners（La Monaca del Peccato）（1986）
- 《生人回避5》Killing Birds（1987）與Claudio Lattanzi聯合執導
- Quest for the Mighty Sword（1989）
- Deep Blood（1989）與Raffaele Donato聯合執導
- Return From Death（1992）

## 擔任製片之作品
- Stage Fright（Deliria）（1987）由米歇爾·索伊（Michele Soavi）執導
- Ghosthouse（La Casa 3）（1988）由安伯圖·倫茲（Umberto Lenzi）執導
- Witchery（La Casa 4）（1988）由Fabrizio Laurenti執導
- Hitcher in the dark (1989) 由安伯圖·倫茲（Umberto Lenzi）執導
- La Casa 5: Beyond Darkness（La Casa 5）（1990）由克勞迪奧·弗瑞迦索（Claudio Fragasso）執導
- Troll 2（1990）由克勞迪奧·弗瑞迦索（Claudio Fragasso）執導
- Door into Silence（Le porte del silenzio）（1991）由盧西奧·弗爾茲（Lucio Fulci）執導

## 阿里斯蒂德·馬薩切西的假名
達馬托總是以他的本名：阿里斯蒂德·馬薩切西（Aristide Massaccesi）掛名為攝影，直到他後來拍攝硬調色情電影時期，才開始使用假名：費德里柯·史隆尼斯科（Frederiko Slonisko）。
當初開始從事為一名導演時，他卻選擇掛名為製作或聯合導演，因為他要避免他的導演工作（因預算限制沒有考慮太多）與電影攝影技師專業聲譽之間互相干擾。大約1973年，他開始使用導演假名，最早為麥可·沃吐巴（Michael Wotruba），達馬托唯一一部以本名掛名導演的作品為《死亡的微笑》Death Smiles at a Murderer（1973）；專訪中達馬托陳述該片合理的高預算和自己可自由掌控演員名單，讓他感到很自在。
1974年，他在加拿大的義大利麵西部牛仔電影Cormack of the Mounties首度使用喬·達馬托掛名導演，此假名是由製作人艾曼諾·杜納提（Ermanno Donati）提議，類似諸如：導演馬丁·史柯西斯和布萊恩·狄帕瑪等義大利裔美國人的義大利名字，也成為他最耳熟能詳的假名。
達馬托終其一生使用過無數的化名，因此可能一方面喬馬托自編自導的電影仍在流通，但是他卻使用另一個未經認定的假名，此作法極可能應用在他拍攝硬調成人電影時期（1980年代初期和1990年代後期）且行之多年。另一方面，一些名不見經傳導演的作品，也很容易被錯認為達馬托的電影；尤其是那些畢生之作僅有一部、或少數作品湊巧和達馬托同一類型的導演，他們的名字被誤解為達馬托的假名，此現象大多起因於這些電影大部份都缺乏垂手可得的文件資料。
下列名單為達馬托已知使用過的假名，較常用的名字以粗體顯示：
| - Donna Aubert - Stephen Benson - Steve Benson - John Bird - Alexandre Borski - Alexandre Borsky - James Burke - Lee Castle - Lynn Clark - O.J. Clarke - Hugo Clevers - Joe D'Amato - Joe De Mato - Raf de Palma - Michael Di Caprio - Dario Donati | - Robert Hall - Richard Haller - David Hills - Igor Horwess - George Hudson - Kevin Mancuso - Arizona Massachuset - Andrea Massai - J. Metheus - Peter Newton | - Zak Roberts - Tom Salima - John Shadow - Dan Slonisko - Federico Slonisco - Frederick Slonisco - Fédérico Slonisco - Frederick Slonisko - Frederico Slonisko - Frederic Slonisko - Frederiko Slonisko - Fred Slonisko - Chana Lee Sun - Chang Lee Sun - Michael Wotruba - Robert Yip |

安娜·伯格曼（Anna Bergman），拉夫·杜納多（Raf Donato），傑瑞·萊弗莉（Gerry Lively），和羅曼諾·加斯達迪（Romano Gastaldi）有時也被列為達馬托的假名，然而，這些不僅僅是名字，而是曾經以不同理由參與達馬托相關電影製作而掛名的真實人員，因此不該被列入此假名清單。達馬托使用的虛構角色名字莎拉·奧斯倫（Sarah Asproon）也不被列入。

## 外部連結
- 喬·達馬托在互联网电影资料库（IMDb）上的資料（英文）
- Biography on (re)Search my Trash（页面存档备份，存于）
- Interview with Joe D'Amato in 1998 on the E-Zine 'Project A'
- http://www.santoandfriends.com（页面存档备份，存于）